# بقعة (طب)

بقع

بقعة ولطخة.

في الطب، البقعة (بالإنجليزية: Macule)‏ هي تغير في لون الجلد من دون ارتفاع أو انخفاض، لذلك فهي غير ملموسة ولا يمكن أن تعرف بألم. تختلف أحجامها، لكن تم الاتفاق على أن قطرها أقل من 10 ملم في أوسع منطقة.
هذا النوع من الآفات يمكن ملاحظته بسبب لونه المختلف عن المنطقة المحيطة من الجلد، كما أن اللون قد يكون مثلا أزرق أو أبيض أو أحمر. وقد تنتج البقع بسبب زيادة التصبغ أو نقص التصبغ أو مشاكل وعائية أو حمامى أو فرفرية.
من الأمراض التي تظهر فيها البقع البهاق والكلف والوحمة الموصلية.